# Palaces
Palaces è il terzo album in studio del musicista australiano Flume, pubblicato nel 2022.

## Tracce
1. Highest Building (featuring Oklou) – 3:36
2. Say Nothing (featuring May-a) – 3:52
3. DHLC – 2:18
4. Escape (with Quiet Bison featuring Kučka) – 4:02
5. I Can't Tell (featuring Laurel) – 3:51
6. Get U – 4:14
7. Jasper's Song – 3:01
8. Only Fans (featuring Virgen María) – 2:24
9. Hollow (featuring Emma Louise) – 3:53
10. Love Light – 2:40
11. Sirens (featuring Caroline Polachek) – 3:58
12. Go – 3:35
13. Palaces (featuring Damon Albarn) – 4:51